# Olaf Moe
Olaf Edvard Moe (6. september 1876 på Modum – 1963) var en norsk teolog, søn af Oscar Moe.
Moe blev student 1894 og cand. theol. 1900. 1898—1905 var han assistent ved universitetsbiblioteket, 1903—06 lærer, 1905—06 hjælpepræst ved Kampens menighed i Kristiania.
Moe ansattes 1906 som docent i teologi ved universitetet. I 1912 tog ban den teologiske doktorgrad. Han forlod 1916 universitetet for efter professor Odlands fratræden at overtage stillingen som lærer i
nytestamentlig eksegese ved Menighedsfakultetet.
Moe har udgivet Jesu Vidnesbyrd om sig selv som Guds Søn, Schleiermacher’s Religions- og Gudsbegreb, Paulus und die evangelische Geschichte, Den ældste Menighets Kristentro, Apostlen Paulus, hans Liv og Gjerning med flere skrifter.